# Tepesuyu, Ardahan
Tepesuyu là một xã thuộc thành phố Ardahan, tỉnh Ardahan, Thổ Nhĩ Kỳ. Dân số thời điểm năm 2010 là 257 người.